# Scott McKenna
Scott Fraser McKenna (ur. 12 listopada 1996 w Kirriemuir) – szkocki piłkarz, występujący na pozycji obrońcy w hiszpańskim klubie UD Las Palmas oraz w reprezentacji Szkocji. Uczestnik Mistrzostw Europy 2020 oraz 2024. 
Wychowanek Aberdeen, w trakcie swojej kariery grał także w takich zespołach jak Ayr United, Alloa Athletic, Nottingham Forest oraz FC Kopenhaga.